# Eberhard Zeidler (Mathematiker)

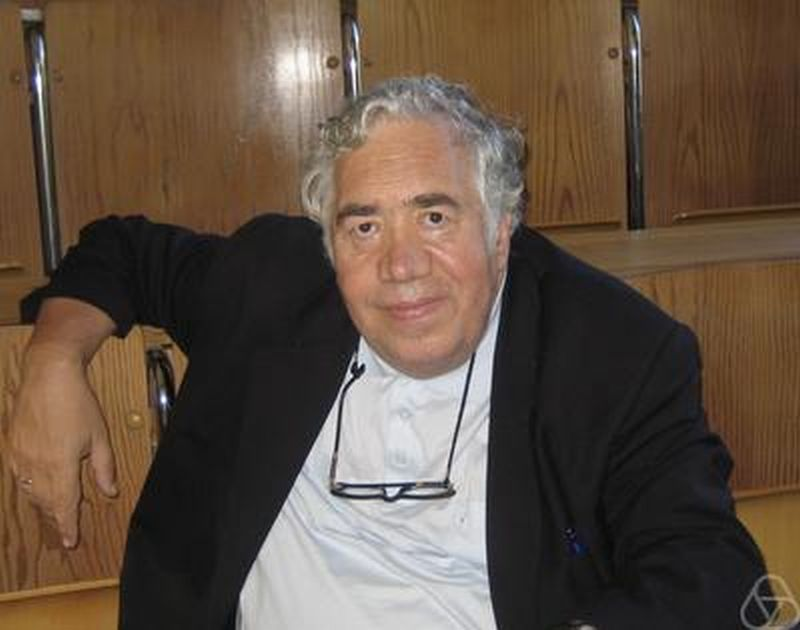
Eberhard Zeidler, Bonn 2006

Eberhard Hermann Erich Zeidler (* 6. Oktober 1940 in Leipzig; † 18. November 2016 ebenda) war ein deutscher Mathematiker, der vor allem auf dem Gebiet der nichtlinearen Funktionalanalysis gearbeitet hat.

## Leben und Wirken
Nach dem Besuch der Leipziger Humboldtschule begann Eberhard Zeidler 1959 ein Studium der Mathematik an der Universität Leipzig. 1961 wurde er wegen kritischer Äußerungen exmatrikuliert, arbeitete in der Industrie und leistete seinen Wehrdienst in der Nationalen Volksarmee. 1964 konnte er das Studium fortsetzen. 1967 wurde er bei Herbert Beckert mit der Arbeit Über eine Klasse nichtlinearer singulärer Randwertaufgaben der Funktionentheorie mit Symmetrieverhalten zum Dr. rer. nat. promoviert. 1970 wurde er habilitiert und zum Dozenten für Analysis an die Universität Leipzig berufen. Von 1974 bis 1996 war er ordentlicher Professor für Analysis.
Im Wintersemester 1979/1980 war Eberhard Zeidler Gastprofessor an der University of Wisconsin–Madison (USA).
Von 1992 bis 1996 war er Leiter der DFG-Forschergruppe „Nichtlineare Funktionalanalysis und ihre Anwendungen“ sowie von 1992 bis 2000 Mitglied im wissenschaftlichen Beirat des Mathematischen Forschungsinstituts Oberwolfach.
Im Jahr 1996 wurde Eberhard Zeidler bei Gründung des Max-Planck-Instituts für Mathematik in den Naturwissenschaften in Leipzig der erste Geschäftsführende Direktor. Im Jahr 2003 gab er die Geschäftsführung ab, blieb aber weiterhin Direktor. Im Oktober 2007 wurde er emeritiert.
Eberhard Zeidler war seit 1994 Mitglied der Deutschen Akademie der Naturforscher Leopoldina. Er gehörte zu den Gründungsmitgliedern des Stiftungsvorstandes und des Stiftungsbeirates der im Jahr 2003 gegründeten Stiftung Benedictus Gotthelf Teubner.

## Auszeichnungen  und Ehrungen
- 2005: Internationales Symposium des Max-Planck-Instituts für Mathematik in den Naturwissenschaften and University of Leipzig zum 65. Geburtstag von Eberhard Zeidler[3]
- 2006: Alfried-Krupp-Wissenschaftspreis[4]
- 2014: Wissenschaftspreis der Teubner-Stiftung zur Förderung der Mathematischen Wissenschaften[5]

## Schriften
- Über eine Klasse nichtlinearer singulärer Randwertaufgaben der Funktionentheorie mit Symmetrieverhalten. Dissertation. Universität Leipzig, Leipzig 1967.
- Zur Theorie und Praxis einer Klasse freier Randwertprobleme der ebenen Hydrodynamik. Habilitationsschrift. Universität Leipzig, Leipzig 1970. Als Festschrift Herrn Prof. Dr. phil. habil. Herbert Beckert zum 50. Geburtstag. Akademie-Verlag, Berlin 1971.
- Vorlesungen über nichtlineare Funktionalanalysis. 3 Bände. Teubner, Leipzig.
  - Teil 1: Fixpunktsätze. 1976. 3. Auflage 1980.
  - Teil 2: Monotone Operatoren. 1977. 3. Auflage 1981.
  - Teil 3: Variationsmethoden und Optimierung. 1978. 2. Auflage 1982.
  - englische Ausgabe: Nonlinear functional analysis and its applications. 5 Bände. Springer, New York 1986–1997.
- mit Günter Grosche (Hrsg.): Teubner-Taschenbuch der Mathematik. Begründet von I. N. Bronstein und K. A. Semendjajew. Teubner, Stuttgart.
  - Teil 1: 1996, ISBN 3-8154-2001-6.
  - Teil 2: Ergänzende Kapitel zum Taschenbuch der Mathematik von I. N. Bronstein und K. A. Semendjajew. 2003, ISBN 3-519-21008-8.
  - englische Ausgabe: Oxford user’s guide to mathematics. Oxford University Press, Oxford, New York 2004, ISBN 0-19-850763-1 (online).
- Applied functional analysis. Springer, New York 1995.
  - Teil 1: Applications to mathematical physics. ISBN 0-387-94442-7.
  - Teil 2: Main principles and their applications. ISBN 0-387-94422-2.
- mit Hans-Peter Gittel, Jerzy Kijowski: The relativistic dynamics of the combined particle field system in nonlinear renormalized electrodynamics. Max-Planck-Institut für Mathematik in den Naturwissenschaften Leipzig, Leipzig 1997.
- Quantum field theory. Springer, Berlin.
  - Teil 1:  Basics in mathematics and physics. 2006, ISBN 3-540-34762-3.
  - Teil 2: Quantum electrodynamics. 2008, ISBN 978-3-540-85376-3.
  - Teil 3: Gauge Theory. 2011, ISBN 978-3-642-22420-1.